# Johnny Macknowski
John Andrew Macknowski, conosciuto dal 1952 come John Andrew Mackin, detto Johnny (Barwinek, 7 gennaio 1923 – 8 aprile 2024), è stato un cestista statunitense, professionista nella ABL, nella NBL e nella NBA.

## Biografia
Johnny Macknowski nacque il 7 gennaio 1923 a Barwinek, un villaggio nel comune di Dukla, in Polonia. 
Emigrato negli U.S.A., giocò a basket alla Seton Hall University per i Seton Hall Pirates dove iniziò come matricola nella stagione 1941-42. Svolse poi il servizio militare per tre anni durante la seconda guerra mondiale. Tornò ai Pirati e giocò dal 1945 al 1948.
Venne selezionato dai Rochester Royals al Draft BAA 1948.
Iniziò la sua carriera professionistica giocando con gli Scranton Miners della ABL, da dove passò ai Syracuse Nationals, quindi alla NBL, con la quale fece il salto alla NBA dopo la fusione della lega con la BAA (Basketball Association of America). Lì giocò due stagioni, la più notevole delle quali fu la prima, in cui segnò una media di 7,4 punti e 1,1 assist a partita, e in cui raggiunsero le finali ma persero contro i Minneapolis Lakers per 4-2.
Morì l'8 aprile 2024 all'età di 101 anni.